# Friedrich von Wieser
Friedrich Freiherr von Wieser (Viena, 10 de juliol de 1851 - Salzburg, 22 de juliol de 1926) economista i sociòleg austríac, va ser un dels més destacats del seu temps. Considerat, juntament amb Carl Menger i Eugen von Böhm-Bawerk, un dels fundadors de l'Escola austríaca, mentre que d'altra banda seria el cap visible de l'anomenat nou liberalisme (terme pejoratiu usat per part d'alguns liberals per desqualificar al que ells consideren socialistes "liberals"). Era partidari del socialisme fabià i donava suport a l'individualisme econòmic com a camí cap a l'Economia Social, a mig camí entre el liberalisme clàssic i els corrents econòmiques socialistes.
De la seva obra "Der natürliche Wert" (El valor natural), publicada a Viena el 1889 s'extreuen dues de les tres teories més rellevants de Wieser, la teoria del valor i la teoria de la imputació, encara que realment van veure la llum en altres estudis previos. També va ser determinant la seva contribució coneguda com la teoria del cost alternatiu o d'oportunitat publicada el 1914 en Theorie der gesellschaftlichen Wirtschaft (Teoria de l'Economia Social). Finalment també cal esmentar la seva teoria monetària.

## Teories Econòmiques

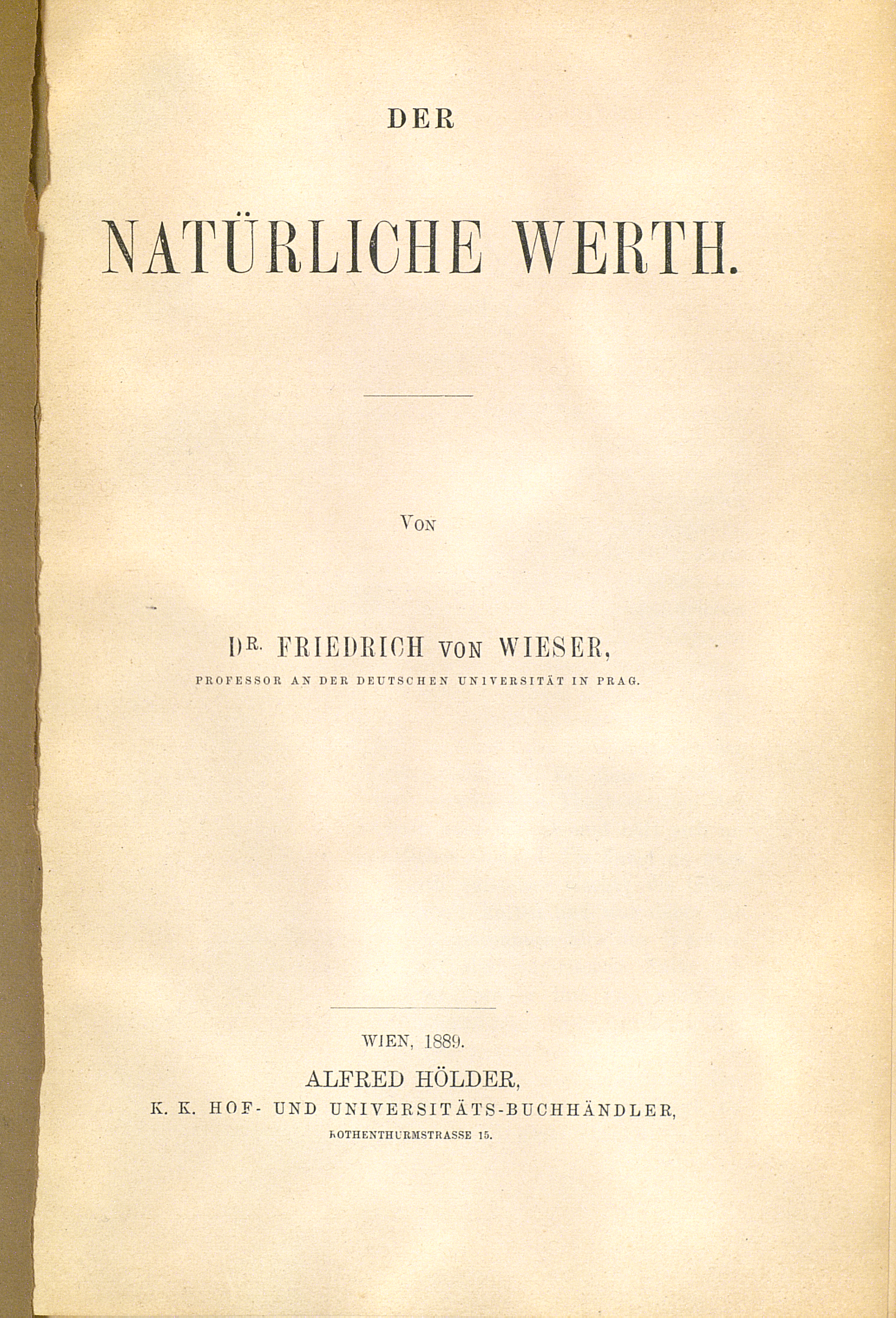
Naturliche Werth, 1889

### La teoria del valor
Tracta d'establir una manera de calcular el valor econòmic i afirma que els factors de la producció tenen un valor a causa de la utilitat que ells han conferit al producte final, és a dir, utilitat marginal, a diferència de la teoria mantinguda pel seu mestre Carl Menger que afirmava que el valor dels factors és el valor de l'últim que va contribuir al producte final. S'extreu, juntament amb la seva teoria de la imputació, de la seva obra "Der natürliche Wert" (El valor natural), publicada a Viena en1889, encara que l'estudi comença en el seu estudi postdoctoral Über den Ursprung und die Hauptgesetze des wirthschaftlichen Werthes (Sobre l'origen i les lleis principals del valor dels factors) de 1884.
Wieser afirma que el valor natural (natürliche Wert) és un fenomen neutral, independent del règim econòmic. La seva idea de valor natural tendeix a posar en relleu com el valor dels béns està contínuament depenent de la distribució de la renda entre les diverses classes socials, de manera que, en presència d'una situació distant a l'equidistribució, béns o serveis dotats d'escassa utilitat social poden tenir un gran valor, i viceversa.
L'Economia s'ocupa d'un procés social i, per tant, s'ha de basar en un concepte d'Economia Social (Gesellschaftliche Wirtschaft) la qual cosa implica certes actuacions institucionals (vegeu Sociologia de Wieser). A la primera part del seu tractat Theorie der gesellschaftlichen Wirtschaft (Teoria de l'Economia Social), amb el mateix títol, explica acuradament la seva visió de l'equilibri general de l'economia. Realitzant suposicions idealitzades d'aquesta economia Wieser procura definir amb precisió meridiana les condicions en les quals els recursos serien assignats per assegurar la major utilitat possible. L'Economia Social per tant havia de servir com la prova patró normativa per avaluar l'eficàcia de l'actuació administrativa en l'economia de mercat.

### Teoria de la imputació
Wieser va basar la seva teoria la imputació en el postulat que els factors es combinen en proporcions fixes a cada indústria, però en proporcions diferents en indústries diferents. Va ser una de les primeres solucions matemàtiques al problema de determinar els preus dels factores.
Fins llavors alguns economistes com Carl Menger i l'Escola Austríaca van mantenir que el valor dels factors no és la contribució individual de cada un d'ells en el producte final, sinó que el seu valor és el valor de l'últim que va contribuir al producte final (la utilitat marginal abans d'arribar al punt òptim de Pareto). Així, Wieser troba una falla en la teoria de la imputació del seu mestre Carl Menger: pot incórrer en la sobrevaloració si ens trobem davant economies que presentin salts en les seves utilitats (màxims i mínims en la seva funció d'utilitat, sent la seva segona derivada igual a 0).

### Teoria del cost alternatiu o d'oportunitat
Teoria d'enorme rellevància que s'extreu del seu textTheorie der gesellschaftlichen Wirtschaft (Teoria de l'Economia Social) publicat el 1914, encara que s'observaven ja indicis des de la seva obra Das Wesen und der Hauptinhalt der theoretischen Nationalökonomie (La Natura i el Contingut Principal de l'Economia Teòrica Nacional) publicada el 1911. Wieser encunya el terme de cost d'oportunitat i realitza un estudi detallat sobre la matèria.
El cost d'oportunitat s'associa a una famosa controvèrsia de principis del segle xx, on els economistes anglesos deixebles de Marshall s'oposaven als economistes continentals de l'Escola Austríaca, al capdavant dels quals es trobava Friedrich von Wieser amb la seva Teoria del cost alternatiu o d'oportunitat. El debat se centrava en els següents punts: 
Per als anglesos, el cost era un concepte tècnic, la despesa necessària per produir alguna cosa. Per als austríacs, el cost era resultat de la demanda, ja que aquesta fixaria el nivell de producció, depenent de la disposició dels compradors a pagar aquest cost. La demanda, dependent de l'acció dels compradors, seria la utilitat, no la tècnica que dota de cost a les coses. En aquest context, el concepte de cost d'oportunitat austríac pretén arruïnar el concepte tecnològic de cost dels anglesos. El cost d'oportunitat seria a què renúncia el comprador, en termes de disposició, acceptant pagar el cost de l'opció triada.

## Obres i publicacions
- Über den Ursprung und die Hauptgesetze des Wirthschaftlichen Werthes (Sobre l'origen i les lleis principals del valor dels factors), 1884.
- Der natürliche Wert (El Valor Natural), 1889
- Die österreichische Schule und die Werth Theorie (L'Escola Austriaca i la teoria del valor), 1891.
- Die Wert Theorie (La teoria del valor), 1892.
- Die Wiederaufnahme der Barzahlungen in Österreich-Ungarn', 1893.
- Die österreichische Schule der Wirtschaft (L'Escola austriaca de Economía) i Böhm-Bawerk, 1894,
- Die Theorie der städtischen Grundrente 1909.
- Das wesen und der Hauptinhalt der theoretischen Nationalökonomie, 1911.
- Theorie der gesellschaftlichen Wirtschaft (Teoria de l'Economia Social), 1914
- Das Gesetz der Macht(La llei del poder), 1926.